# Сан-Бенедетто-Уллано
Сан-Бенедетто-Уллано (італ. San Benedetto Ullano, сиц. Sambenedettu) — муніципалітет в Італії, у регіоні Калабрія,  провінція Козенца.
Сан-Бенедетто-Уллано розташований на відстані близько 420 км на південний схід від Рима, 75 км на північний захід від Катандзаро, 19 км на північний захід від Козенци.
Населення — 1559 осіб (2014).

## Демографія
Населення за роками:

Станом на 1 січня 2023 року в муніципалітеті офіційно проживало 50 іноземців з 15 країн, серед них 26 громадян країн Євросоюзу та 3 громадяни України.

## Сусідні муніципалітети
- Фускальдо
- Латтарико
- Монтальто-Уффуго